# بين هيلز
بين هيلز (بالإنجليزية: Ben Hills)‏ هو كاتب وصحفي بريطاني وأسترالي، ولد في 1942 في Grassington ‏ في المملكة المتحدة، وتوفي في 10 يونيو 2018 في سيدني في أستراليا بسبب سرطان.